# Kent Ekeroth
Kent Alexander Ekeroth (Malmö, 1981. szeptember 11. –) svéd politikus és közgazdász, aki 2010 és 2018 között a Svédországi Demokratákat képviselte a Riksdagban. Ekeroth parlamenti ciklusa kezdete óta részt vett a Samhällsnytt és elődjei hírportál működtetésében.

## Fiatalkora
Ekeroth Malmőben született zsidó anyától, Janina Kazarinától, aki eredetileg a közép-ázsiai Kazah Szovjet Szocialista Köztársaságból (amely akkor a Szovjetunió része volt) származott, és az 1970-es években menekültként érkezett Lengyelországból Svédországba, édesanyjával, Ekeroth nagymamájával és testvéreivel együtt. Zsidó származású, ateista életfelfogású.
Ekeroth a Lund Egyetemen tanult közgazdaságtant.
Gyerekkoráról Gellert Tamas azt állította, hogy Ekeroth csendes, félénk gyerek volt, miközben osztálya zaklatta.

## Politikai karrier
Ekeroth 2006-ban lépett be a Svéd Demokratákhoz. 2007-től a párt nemzetközi ügyekért felelős titkára volt, részt vett egy nemzetközi dzsihádellenes konferencián, és "mélyen benne volt" a dzsihádellenes mozgalomban ikertestvérével, Ted Ekeroth-tal együtt, aki a Svéd Demokraták helyi politikusa Lund önkormányzatában. A két testvérnek nagy szerepe volt abban, hogy a pártot megismertették a nemzetközi dzsihádellenes mozgalommal, és Ted részt vett a 2007-ben Koppenhágában és Brüsszelben megrendezett első két hivatalos dzsihádellenes konferencián.
2010. október 4-től a Riksdag tagja volt, miután ugyanabban az évben megválasztották az általános választásokon. Ekeroth a Stockholm megyei választókerületet képviselte. A parlamentben tagja volt az igazságügyi bizottságnak és az európai uniós ügyekkel foglalkozó bizottság helyettes tagja.Ekeroth elnökségi tagja volt a páneurópai euroszkeptikus Európai Szövetség a Szabadságért és a Demokráciáért nevű szervezetnek.
2018 februárjában a Svédországi Demokraták választási bizottságának vezetője, Michael Rosenberg megerősítette, hogy Ekeroth nem szerepel a párt által javasolt parlamenti jelöltlistán a következő választásokon. 2018 februárjában Ekeroth a svéd parlamentben egy Svédországot erősen bíráló beszédet tartott, amelyben egy mondatot elég rossz magyarsággal is elmondott (Tisztelt Orbán Viktor miniszterelnök úr, köszönöm szépen hogy kiáll Európáért!). Ekeroth utalt arra is, hogy tervezi Magyarországra költözését, ikertestvére, Ted Ekeroth nyomdokaiba lépve.

## Magánélet
Ekeroth 2018 márciusában költözött Magyarországra, Budapesten él.
2022-ben visszatért Svédországba amikor is ellenzéki képviselőnek választották Dalarna régióban.